# Crithagra capistrata
Il canarino faccianera (Crithagra capistrata Finsch, 1870) è un uccello passeriforme della famiglia dei Fringillidi.

## Etimologia
Il nome scientifico della specie, capistrata, deriva dal latino e significa "munito di capestro", in riferimento alla livrea di questi uccelli.

## Descrizione

### Dimensioni
Misura 11–12 cm di lunghezza, per un peso di 10-15 g.

### Aspetto
Si tratta di uccelli dall'aspetto slanciato, muniti di testa arrotondata, becco robusto e conico e coda dalla punta lievemente forcuta.

Il piumaggio presenta dimorfismo sessuale evidente: i maschi, infatti, presentano penne alla base del becco e guance di colore nero, fronte e orlo di questa mascherina, gola, petto e ventre gialli, nuca e area dorsale verde-oliva, remiganti nere orlate di giallo-verdastro e coda nera. Le femmine, invece, mancano del nero cefalico e di gran parte del giallo, sostituito dal verdastro. In ambedue i sessi il becco è di colore nerastro con tendenza a schiarirsi verso la base, le zampe sono di color carnicino e gli occhi sono bruni.

## Biologia
Si tratta di uccelli diurni e molto vispi, che si muovono in gruppetti, passando la maggior parte della giornata alla ricerca di cibo al suolo o fra l'erba alta.

### Alimentazione
La dieta di questi uccelli è essenzialmente granivora, componendosi in massima parte di semi di piante erbacee, ma anche di altro materiale sia di origine vegetale (germogli, bacche) che animale (insetti, larve).

### Riproduzione
La specie nidifica molto verosimilmente durante tutto l'anno, con picchi di nidificazioni in dicembre-marzo e aprile-giugno, legati alla stagione delle piogge.
Si tratta di uccelli monogami, in cui i maschi corteggiano le femmine cantando incessantemente da posatoi in evidenza e seguendo le eventuali interessate con le ali semiaperte e tenute verso il basso e la coda tenuta alzata.

Il nido, a forma di coppa, viene costruito dalla sola femmina intrecciando fibre vegetali alla biforcazione di un ramo: la cova delle 3-6 uova è anch'essa a carico della sola femmina, col maschio che staziona di guardia nei pressi del nido e reperisce il cibo per sé e per la compagna. Le uova schiudono dopo circa due settimane di cova: i pulli, ciechi ed implumi alla schiusa, vengono imbeccati e accuditi da ambedue i genitori e sono in grado d'involarsi attorno alle tre settimane di vita, pur rimanendo nei pressi del nido ancora per qualche giorno prima di disperdersi.

## Distribuzione e habitat
Con areale piuttosto frammentato, la specie è diffusa dal Gabon all'Angola centrale e ad est fino al Burundi, al Congo sud-orientale e allo Zambia settentrionale.
L'habitat del canarino faccianera è rappresentato dalle radure erbose e dal limitare delle aree di foresta umida primaria o secondaria, oltre che dalle aree umide con copertura cespugliosa.

## Sistematica
Se ne riconoscono due sottospecie:
- Crithagra capistrata capistrata Finsch, 1870 - la sottospecie nominale, diffusa in tutta la porzione settentrionale dell'areale occupato dalla specie;
- Crithagra capistrata hildegardae (Rand & Traylor, 1979) - endemica dell'Angola centro-occidentale;

la popolazione dell'Angola orientale (provincia di Moxico) viene considerata da alcuni studiosi una sottospecie a sé stante, martinsi, sebbene per quanto riguarda questa popolazione si disponga solo dell'olotipo e si tenda a considerarne corretta l'ascrizione alla sottospecie nominale: talvolta si considera l'intera specie come facente parte di una superspecie assieme agli affini venturone abissino, venturone meridionale e venturone occidentale, oppure col canarino dei papiri.